# Гонзо-журналистика
Го́нзо-журнали́стика (от англ. gonzo — «сумасшедший, безумный, эксцентричный») — это стиль журналистики, который пишется без претензий на объективность, часто включая репортера как часть истории с использованием повествования от первого лица.  Для гонзо-журналистики характерны социальная критика, само-сатира, активное использование цитат, сарказма, юмора, преувеличений и даже ненормативной лексики.
Считается, что слово «гонзо» впервые было использовано в 1970 году для описания статьи Хантера Томпсона о Кентукки Дерби, который популяризировал этот стиль.

## Определение
Гонзо-журналистика предполагает подход к точности, который касается сообщения о личном опыте и эмоциях, в отличие от традиционной журналистики, которая предпочитает отстранённый стиль и опирается на факты или цитаты, которые могут быть проверены третьими лицами.
Гонзо-журналистика игнорирует строго подготовленный текст, который когда-то предпочитали американские печатные СМИ, и стремится к более личному подходу; индивидуальность произведения так же важна, как событие или фактическая тема произведения.
Выделяют следующие признаки гонзо-журналистики:
- субъективность;
- репортажный жанр;
- автор в центре внимания;
- эклектичность;
- использование специфичной авторской лексики[3];
- табуированные темы: наркотики, насилие, различные отклонения[4] и т.п.

Этот стиль можно считать ответвлением так называемой новой журналистики, зародившейся в 60-х благодаря Тому Вульфу. Основоположником гонзо-журналистики является Хантер Томпсон, который не признавал объективность в журналистике.
«Если я напишу всю правду, которую узнал за последние 10 лет, порядка 600 людей, включая меня, будут гнить в тюремных камерах по всему миру, от Рио до Сиэтла. Абсолютная правда — это редкая и опасная штука в мире профессиональной журналистики», — сказал  один из родоначальников новой журналистики Хантер Томпсон в интервью Rolling Stone от 15 февраля 1973 года.

## Символика гонзо-журналистики
Символом является шестипалый кулак, в котором зажат цветок пейота — кактуса, из которого производят наркотическое психоделическое вещество мескалин. Древние индейцы широко использовали плоды пейота в различных религиозных ритуалах для вызова галлюциногенного эффекта, якобы позволяющего разговаривать с умершими родственниками и вождями. Сам Хантер Томпсон имел репутацию человека, попробовавшего все виды наркотиков.
Кулак на изображении переходит в меч, гардой которого является слово Gonzo. Кулак означает бунт, противостояние политической действительности, символизирует отстаивание своих прав, свобод и представления о справедливости. Знаменитый лозунг испанских антифашистов «No pasaran!» («Они не пройдут») с 1936 года ассоциируется со вскинутым сжатым кулаком, который был также известен как «антифашистский салют», в противовес общеизвестному «фашистскому салюту». Он выражает твёрдое намерение защищать свою позицию. Нередко в XX веке стилизованное изображение сжатого кулака использовали группы британских и американских феминисток, активно отстаивавшие женские права, в том числе и акциями гражданского неповиновения.

### Интересный факт
Будучи близким другом Хантера Томпсона, Джонни Депп, сыгравший в фильмах «Страх и ненависть в Лас-Вегасе» и «Ромовый дневник» его роль, носит на шее в память о своём друге кулон с символикой «gonzo».

## История термина
Впервые термин гонзо был использован редактором американского журнала The Boston Globe Биллом Кардозо после того, как он прочитал опубликованную в журнале Scanlan’s Monthly в 1970 году статью «Дерби в Кентукки упадочно и порочно» (англ. The Kentucky Derby Is Decadent and Depraved), написанную журналистом Хантером Томпсоном, позже популяризовавшим стиль гонзо, и проиллюстрированную английским художником Ральфом Стедманом.
«То, что ты делаешь — абсурдно, чудовищно, но до гениальности круто. Полное gonzo!» — откомментировал Кардозо. 
С тех пор данный термин получил широкое распространение. Существует несколько версий происхождения слова Gonzo. Кардозо утверждал, что словом Gonzo в ирландских кругах Южного Бостона называют человека, который последним из всей компании сможет стоять на ногах после ночного алкогольного марафона. Также Кардосо упоминал, что корни слова «гонзо» можно найти в искажённом французском gonzeaux, что в дословном переводе означает «сияющий путь». Есть другая версия: слово может происходить от испанского gonzagas, что означает «я тебя одурачил», «нелепости». Статья Х. С. Томпсона «Дерби в Кентукки упадочно и порочно» стала ярким примером гонзо-журналистики. Молодому журналисту была поставлена редактором чёткая задача: отправиться в Кентукки для освещения известных лошадиных скачек (дерби). Присутствуя на скачках, Томпсон был впечатлён поведением зрителей, которые приехали напиться и повеселиться, о чём он и написал в своём дневнике.
Пурпурные физиономии с типичной южной одутловатостью, старый Айви стиль, полосатые пиджаки и консервативные воротники на пуговицах. «Цветущее старческое слабоумие»… рано угасшие, а может, просто ещё не перегоревшие.
Стэдман хотел посмотреть на кентуккийских военных, но не был уверен, как они выглядят. Я посоветовал ему сходить в мужской туалет в клабхаусе и поискать там людей в белых льняных костюмах, блюющих в писсуары. «У них на пиджаках обычно большие коричневые пятна от виски», — сказал я. «Но и на обувь поглядывай, это и есть зацепка. Некоторые из них ещё могут не заблевать одежду, но мимо ботинок они никогда не промахиваются».
К концу сроков сдачи статьи Хантер Томсон, ничего не редактируя, отправил свои записи и наброски, которые были крайне жёсткими и имели глубоко субъективную окраску. Опубликованная статья вызвала большой общественный резонанс. Ведь в ней не было практически ни строки про сами скачки, автор даже не указал победителя. Он сделал акцент на том, что его действительно интересовало, и, как считал, интересует читателей, — общественном поведении. Сам Томпсон заявлял:
«Я покончил с американской журналистикой. Упадок нашей прессы очевиден, а у меня слишком мало времени, чтобы тратить жизнь на ежедневное скармливание людям с улицы всем приевшихся клише».
Его дальнейшие работы, такие, как:
- «Ромовый дневник» / The Rum Diary. A Novel (издана в 1999 г; написана в 1960 г)
- «Ангелы Ада» / Hell’s Angels. A Strange and Terrible Saga of the Outlaw Motorcycle Gangs (1967)
- «Страх и отвращение в Лас-Вегасе» / Fear and Loathing in Las Vegas. A Savage Journey to the Heart of the American Dream (1971)
- «Страх и отвращение предвыборной гонки» '72 / Fear and Loathing: On the Campaign Trail '72 (1973)
- «Царство страха» / Kingdom of Fear: Loathsome Secrets of a Star-Crossed Child in the Final Days of the American Century (2003)
- «Наших бьют! Кровавый спорт, американская доктрина и водоворот тупости» / Hey Rube: Blood Sport, the Bush Doctrine and the Downward Spiral of Dumbness (2004),

сделали из него Короля гонзо.
Опираясь на работы основателя Хантера Томпсона, выделяют следующие признаки данного направления журналистики:
- совмещение в одном репортаже таких тем, как секс, насилие, наркотики, спорт и политика;
- использование цитат известных людей и других писателей, иногда в качестве эпиграфа;
- ссылки на общественных деятелей, актёров, музыкантов и политиков;
- склонность уходить от первоначальной темы репортажа;
- использование сарказма и/или пошлости в качестве юмора;
- нестандартное использование языка, изобретение новых слов;
- максимальный контроль над описываемой журналистом ситуацией[12].

## Реакция и критика
Пол Сканлон, редактор Rolling Stone:
<…> Однажды Хантер притащил огромную стопку аккуратно переплетённых рукописей и вручил каждому из нас по экземпляру. Это была первая глава «Страха и отвращения в Лас-Вегасе». Я заперся в своём кабинете, чтобы мне никто не мешал. К последней странице я едва не бился в истерике от смеха. Выйдя из комнаты, я наткнулся на своего коллегу по фамилии Грувер, буквально скрючившегося над столом. В его глазах стояли слёзы, лицо покраснело, он тяжело дышал. Я подумал: «Чёрт, у Грувера приступ!» — но через секунду понял, что тот просто задыхается от смеха. Следующий час мы провели, цитируя друг другу строчки из текста Томпсона.
Спустя четыре года, осенью 1971-го, публикуется «Страх и ненависть в Лас-Вегасе» и появляется новый герой - альтер эго писателя — персонаж Рауль Дюк. Книга производит фурор, а история становится культовой, как и образ жизни самого Хантера. Гонзо обретает не только стиль, но и голос, походку, запах и даже имя. Многие статьи того времени Хантер будет подписывать именно этим именем. Рауль Дюк вытесняет самого Хантера — где бы ни появился Томпсон, теперь он не участник событий, он и есть информационный повод. О Хантере говорят, как об изжившем себя писателе, его критикуют, каждый раз напоминая об успехе семидесятых.

Большинство журналистов, которые работали с Томпсоном, утверждают, что примерно с 80-х годов его творчество пошло на спад. Возможно, виной всему были наркотики, которые Хантер употреблял в больших количествах, возможно, он просто исписался, но факт остаётся фактом: его поздние работы по качеству сильно уступали прозе, написанной ранее.
У меня нет ни капли энтузиазма, чтобы делать из «Страха и отвращения» что-то подобное моим прежним журналистским опусам. Без сомнения, в книге остались недочёты, которые необходимо исправить, но я полностью выдохся, работая над рукописью. Возможно, когда я как следует высплюсь (о чём мне остаётся только мечтать), то займусь правкой. Впрочем, рассчитывать на это особенно не приходится. На мой взгляд, в жизни масса других важных вещей.
Гонзо-журналистика может быть окритикована из-за отсутствия такой неотъемлемой составляющей журналистского материала, как объективность.
Вспомним базовые принципы журналистики как одной из важнейших сфер творческой деятельности: непредвзятость, правдивость, аргументированность. Так называемая «гонзо-журналистика» полностью опровергает эти неотъемлемые принципы. Крикливость, крайняя субъективность, отказ от работы с какими-либо источниками, эмоциональность, доходящая до нервозности и абсурда, едва ли могут вызвать у читателя доверие к изданию, публикующему такие тексты: «Журналистская объективность — это всего лишь набор атрибутов: не говорить от своего имени, опросить две стороны конфликта, проверить факты не менее чем в двух источниках и так далее».

## Влияние на массовую культуру

### Фильмы
В 1980 году вышла комедия с элементами биографии Х. Томпсона «Там, где бродит бизон» режиссёра Арта Линсона. В фильме отражены эпизоды, описываемые Хантером Томпсоном в своих романах «Страх и отвращение в Лас-Вегасе», «Страх и отвращение предвыборной гонки 72 года», «Большая охота на акул». Главный герой, роль которого исполняет Билл Мюррей, вместе со своим спутником Оскаром Акостой, которого в фильме называют адвокатом Карлом Лазло, отправляются на игру Супер Боул VI с тем, чтобы описать событие. Также они становятся наблюдателями и участниками президентской предвыборной гонки в США в 1972 году.
В 1998 году режиссёр Терри Гиллиам выпустил фильм «Страх и ненависть в Лас-Вегасе», основанный на реальных событиях, о которых повествует Х. Томпсон в одноимённый книге. Спортивный обозреватель Рауль Дюк (прототип которого — Хантер Томпсон) и его адвокат по имени Гонзо (его роль сыграл Бенисио дель Торо) отправляются в Лас-Вегас на поиски «американской мечты». Однако их поездка превращается в безумный водоворот событий из-за постоянных галлюцинаций, вызванных употреблением наркотиков.
Экранизация «Ромовый дневник» режиссёром Брюса Робинсона одноимённого романа Х. Томпсона состоялась в 2011 году. История о писателе-неудачнике, который в поиске работы уезжает в Пуэрто-Рико и устраивается в местную газету. Однако написанию статей ему мешают постоянные пьянки, наркотики и развлечения. Там же главный герой (его роль сыграл Джонни Депп) встречает свою любовь.
Также снято два биографических фильма «Завтрак с Хантером»[en] (2003) и «Гонзо: Жизнь и творчество доктора Хантера С. Томпсона» (2008), показывающих повседневную жизнь писателя, которая в отношении Хантера Томпсона не может быть названа обычной, так как он стремится быть, если не в центре, то участником тех или иных событий. В фильмы входят интервью с друзьями и членами семьи журналиста, а также его документальные видеозаписи.

### Печать
В 1997 году вышла первая серия комиксов «Трансметрополитен», сценарий которого написал Уоррен Эллис, а художником-иллюстратором был Дэрик Робертсон. Прототипом главного героя является основатель гонзо-журналистики Хантер Томпсон. Это серия эпизодов из жизни гонзо-журналиста Спайдера Иерусалима, который изучает свой город и уличает недостатки общества, особенно политической среды. Он пишет свои статьи по всем канонам гонзо стиля: с места событий и предельно искренне.

### Видеоигры
В конце 2008 года компания Midway Games начала разработку новой игры «Кидая Лас-Вегас», в которой действия разворачиваются в одном из самых азартных и развлекательных городов мира. Алан Пэтмор, глава Surreal Software, компании, которая выкупила в 2010 эту игру, заявлял:
«Страх и ненависть в Лас-Вегасе», конечно же, числится среди источников нашего вдохновения! Мало того, один из первых персонажей, который встречается в игре, так и вовсе списан с Рауля Дюка. Но вообще This is Vegas — это не симулятор состояний изменённого сознания… Хотя вот алкоголь у нас есть: при желании вы даже можете напиться до чертей и выйти в таком виде на танцпол. Обещаю, будет весело!